# Mario Bros.
Mario Bros. är ett arkadspel från 1983 av Nintendo i vilket man spelar rörmokaren Mario (och i tvåspelarversionen även Marios bror Luigi) som strider mot olika ilskna djur i ett kloaksystem.
De skall hålla avloppssystemet fritt från oönskade varelser, genom att först hoppa upp och slå till plattformen ovanför sig när en fientlig varelse befinner sig där, för att sedan själva hoppa upp dit och stöta bort den omtumlade elakingen innan den hinner kvickna till igen. Medan spelet på en bana fortgår, börjar de oönskade varelserna att röra sig med allt högre hastighet.
Spelet fanns senare även med i alla Super Mario Advance-spelen till Game Boy Advance och i Japan under namnet Famicom Mini: Mario Bros.